# Xenortholitha indecisa
Xenortholitha indecisa är en fjärilsart som beskrevs av Louis Beethoven Prout 1937. Xenortholitha indecisa ingår i släktet Xenortholitha och familjen mätare. Inga underarter finns listade i Catalogue of Life.